# Witkeelvaraan
De witkeelvaraan (Varanus albigularis) is een reptiel uit de familie varanen (Varanidae).

## Uiterlijke kenmerken
De lichaamskleur is lichtbruin met donkerbruine dubbele dwarsbanden en knopvormige schubben. De varaan heeft een lange kop met een gewelfde snuit en sterke poten om mee te graven. De lichaamslengte bedraagt ongeveer 100 centimeter met een maximum tot 1,6 meter inclusief de lange staart. De varaan heeft een vrij plompe lichaamsbouw en een stompe kop.

## Levenswijze
Het voedsel bestaat uit andere kleinere reptielen, vogels, eieren en ongewervelde dieren zoals slakken en insecten. De witkeelvaraan slikt kleine prooien of stukken van grote prooien in één keer door. De hagedis kauwt niet op het voedsel zoals van leguanen en andere hagedissen bekend is. De witkeelvaraan leeft in een zelf gegraven hol in de grond of in een holle boomstam. De varaan wordt zelf belaagd door vechtarenden en honingdassen, maar ook mensen jagen op de hagedis voor hun vlees. Bij bedreiging wordt de keel opgeblazen en wordt met de staart geslagen.

## Voortplanting
Deze solitaire dieren zijn na drie tot vijf jaar geslachtsrijp. De paring vindt plaats in het droge seizoen, zodat de eieren uitkomen aan het begin van het regenseizoen. Een legsel bestaat meestal uit 50 eieren per keer, die na ongeveer 116 tot 118 dagen uitkomen.

## Verspreiding en habitat
De witkeelvaraan komt voor in delen van centraal- en zuidelijk Afrika en leeft in de landen Angola, Djibouti, Ethiopië, Kenia, Mozambique, Somalië, Tanzania, Zambia en Zuid-Afrika
De habitat bestaat uit droge, warme gebieden.

## Naam en indeling
Ook de naam Kaapse steppevaraan wordt wel gebruikt. De soort werd voor het eerst wetenschappelijk beschreven door François Marie Daudin in 1802. Oorspronkelijk werd de soort beschreven onder de wetenschappelijke naam Varanus albigularis albigularis.
De soortaanduiding albigularis betekent vrij vertaald 'witte keel'; alba = wit en gula = keel.

### Ondersoorten
Het geslacht omvat de volgende soorten, met de auteur en het verspreidingsgebied.
| Naam                             | Auteur         | Verspreidingsgebied                          |
| -------------------------------- | -------------- | -------------------------------------------- |
| Varanus albigularis albigularis  | Daudin, 1802   | Angola, Mozambique, Zambia, Zuid-Afrika      |
| Varanus albigularis angolensis   | Schmidt, 1933  | Angola, Zambia                               |
| Varanus albigularis microstictus | Boettger, 1893 | Ethiopië, Somalië, Kenia, Tanzania, Djibouti |